# Rosa 'Queen of Sweden'
Rosa 'Queen of Sweden' — сорт Современных садовых роз (англ. Modern Roses) класса Шрабы (англ. Shrub).

## Биологическое описание
Высота куста до 100 см. Побеги прямостоячие, цветки «смотрят» вверх.
Листья средних размеров, матовые. 
Цветки светло-розовые с абрикосовым оттенком, около 6,9 см в диаметре, махровые, чашевидные. 
Лепестков около 41.
Аромат слабый, с нотками мирры.
Повторное цветение хорошо выражено.

## В культуре
Зоны морозостойкости (USDA-зоны): от 6b до 9b.
Устойчивость к болезням высокая, к дождю слабая.